# Тура (приток Ингоды)
Тура́ (эвенк. Тура — «сорога») — река в Забайкальском крае России, правый приток Ингоды. Длина реки — 101 км. Площадь водосбора — 2050 км².
Берёт начало из озера Бальзинского в сквозной долине между Даурским и Могойтуйским хребтами (см. Туринская впадина).
Продолжительность ледостава обычно составляет 170—210 дней: ледяной покров устанавливается в конце октября и разрушается в начале мая.